# プレトリア (小惑星)
プレトリア (790 Pretoria) は小惑星帯に位置する小惑星である。ヨハネスブルグのユニオン天文台でハリー・エドウィン・ウッドによって発見された。
ウッドが天体観測をした南アフリカの首都、プレトリアに因んで命名された。